# Житловий будинок Домініканців (Львів)
Житловий будинок домініканців (також кам'яниця Рабичковичівська; конскрипційні № 130 і 132) — житловий будинок XVII століття, розташований в історичному центрі Львова, на вулиці Вірменській, 35. Занесений до Реєстру пам'яток архітектури і містобудування України національного значення з охоронним номером 325.

## Історія
На місці сучасного будинку № 35 у XVI столітті стояли дві кам'яниці, одно- та двовіконна, від яких збереглася хрестова система мурування у підвалах та приміщеннях першого поверху. Один із цих будинків, імовірно, був так званим «будинком Норберга», малюнок і опис якого зробив на початку XVII століття чернець-домініканець Мартін Ґруневеґ. У XVII столітті дві старі кам'яниці перепланували та об'єднали в один двоповерховий чотиривіконний ренесансний будинок, вимурований пальчатою цеглою. Внаслідок перепланування внутрішнього простору будинку з'явилися широкі сіни, простора світлиця, господарські приміщення. У підвалах під світлицею розмістили камеру гіпокауста.
У 1640—1649 роках у будинку мешкав друкар Михайло Сльозка.
У XVIII столітті будинок належав черницям-домініканкам (терціанкам), які жили тут як мінімум з 1709 року. Ймовірно, пізніше у тому ж столітті будинок перебував у власності родини Рабичковичів, від якої отримав неофіційну назву кам'яниця Рабичковичівська. У 1741 році проведено чергову перебудову кам'яниці: добудували третій поверх, підсилили фундамент, фасад на рівні першого поверху обклали кам'яними блоками. Тоді ж з'явилися ескарпи з боку вулиці Лесі Українки та пам'ятна табличка над порталом, гіпокауст замінили на пічне опалення. Внутрішнє планування лишилося практично без змін, лише перебудували сходову клітку, на тильному фасаді влаштували ще один вхід, а на головному вході замурували аркову браму, лишивши прямокутний дверний отвір.
У XIX столітті власником будинку став орден домініканців (Conventus Leopoliensis Ordinis Praedicatorum). Наприкінці XIX століття у будинку облаштували туалети та підвели каналізацію, через це довелося частково переробити перекриття у підвалах та на першому поверсі.
За радянських часів будинок перейшов у комунальну власність і використовувався як житловий. Окрім житлових приміщень у ньому також розміщувалася: у 1950-х роках база готового одягу, пізніше — бакалійний склад і склад Облкнигторгу. У 1963 році Постановою Ради Міністрів УРСР № 970 від 23 серпня 1963 року будинок внесли до Національного реєстру пам'яток під охоронним № 325. У 1970-х роках реставрували перший поверх і відновили вхідний портал, також реставраційні роботи проводилися наприкінці 1980-х років та на початку XXI століття.
З літа 1996 року в будинку розташований культурно-мистецький центр «Дзиґа», будинок частково житловий. 

## Опис будинку
Будинок стоїть у кінці верхньої частини вулиці Вірменської, створюючи завершальний акцент у її архітектурному ансамблі. Розташований між вулицями Вірменською та Лесі Українки, на вузькій, неправильної форми ділянці, що зумовлює нетипову для середньовічного Львова відсутність внутрішнього подвір'я та флігелів; східна стіна будинку прилягає до будівлі колишнього Домініканського монастиря. Тильний фасад виходить на вулицю Лесі Українки.
Будинок триповерховий з підвалами, цегляний, тинькований, у плані чотирикутний, із тридільним двотрактовим внутрішнім плануванням (в центрі розташовані сіни зі сходовою клітками, обабіч — житлові помешкання), вкритий двосхилим дахом. Чільний фасад чотиривіконний, вирішений у стилістиці ренесансу, асиметричний, що підсилюється прибудовою XIX століття, яка прилягає зі сходу. Головний вхід розташований трохи праворуч від центральної осі та виконаний у вигляді аркового порталу, прикрашеного кам'яним обрамуванням. Над порталом розміщена плита із датою «1741» (рік перебудови кам'яниці) та вписаним у прямокутну площину різьбленим геральдичним знаком: увінчаним короною вінком, в середині якого — стилізоване зображення зайця, що біжить.
Вікна першого і другого поверху зберегли ренесансне кам'яне обрамлення XVII століття: поличкові сандрики, лиштви та підвіконня, причому на першому поверсі сандрик об'єднує два вікна у лівій половині фасаду.
Між другим і третім поверхами — тонка горизонтальна тяга, розірвана посередині глухою арковою нішею, яка своїм білокам'яним обрамуванням перегукується з арковим вхідним порталом. Вікна третього поверху прямокутні, без декору. Завершується головний фасад вузьким карнизом.
Тильний фасад, що виходить на вулицю Лесі Українки, широкий, асиметричний, на п'ять вікон, практично не має декору. Перший поверх відокремлений від інших карнизом і укріплений кам'яними блоками у вигляді контрфорсу, розірваного по центральній осі, де розташовано ще один вхід до будинку. Вікна прості, прямокутні, на першому і частково на другому поверхах мають стримане кам'яне обрамування у стилістиці ренесансу. Фасад увінчується карнизом.
В інтер'єрі будинку збереглися деякі елементи первісного оформлення: в сінях — єдині на вулиці Вірменській кам'яні нервюри хрестового склепіння з різьбленими розетами та імпостами, у підвалах — склепіння епохи пізньої готики, у колишній світлиці на першому поверсі — ренесансні півколони в обрамленні вікон.